# Edmund Jankowski (biotechnolog)
Edmund Jankowski (ur. 7 sierpnia 1849 w Warszawie, zm. 19 grudnia 1938 tamże) – polski biolog, ogrodnik, specjalista w dziedzinie nauk sadowniczych.

## Życiorys
Ukończył II gimnazjum w Warszawie na Nowolipkach. Następnie studiował na wydziale Matematyczno-Fizycznym Szkoły Głównej Warszawskiej, który ukończył w 1871 r., po czym rozpoczął pracę w Ogrodzie Pomologicznym w Warszawie, najpierw jako praktykant, potem młodszy (od 1871 r.) i starszy ogrodnik (od 1874 r.). W latach 1873–1874 studiował w Szkole Hodowli Drzew w Paryżu, po czym wrócił do pracy w Ogrodzie Pomologicznym.
Był współzałożycielem pierwszego na ziemiach polskich specjalistycznego pisma ogrodniczego „Ogrodnik Polski”. Od 1921 roku był wykładowcą Szkoły Głównej Gospodarstwa Wiejskiego w Warszawie. Był także pracownikiem Rady Komisji Rolnictwa Tymczasowej Rady Stanu. W 1930 roku Szkoła Główna Gospodarstwa Wiejskiego nadała Mu tytuł doktora honoris causa.

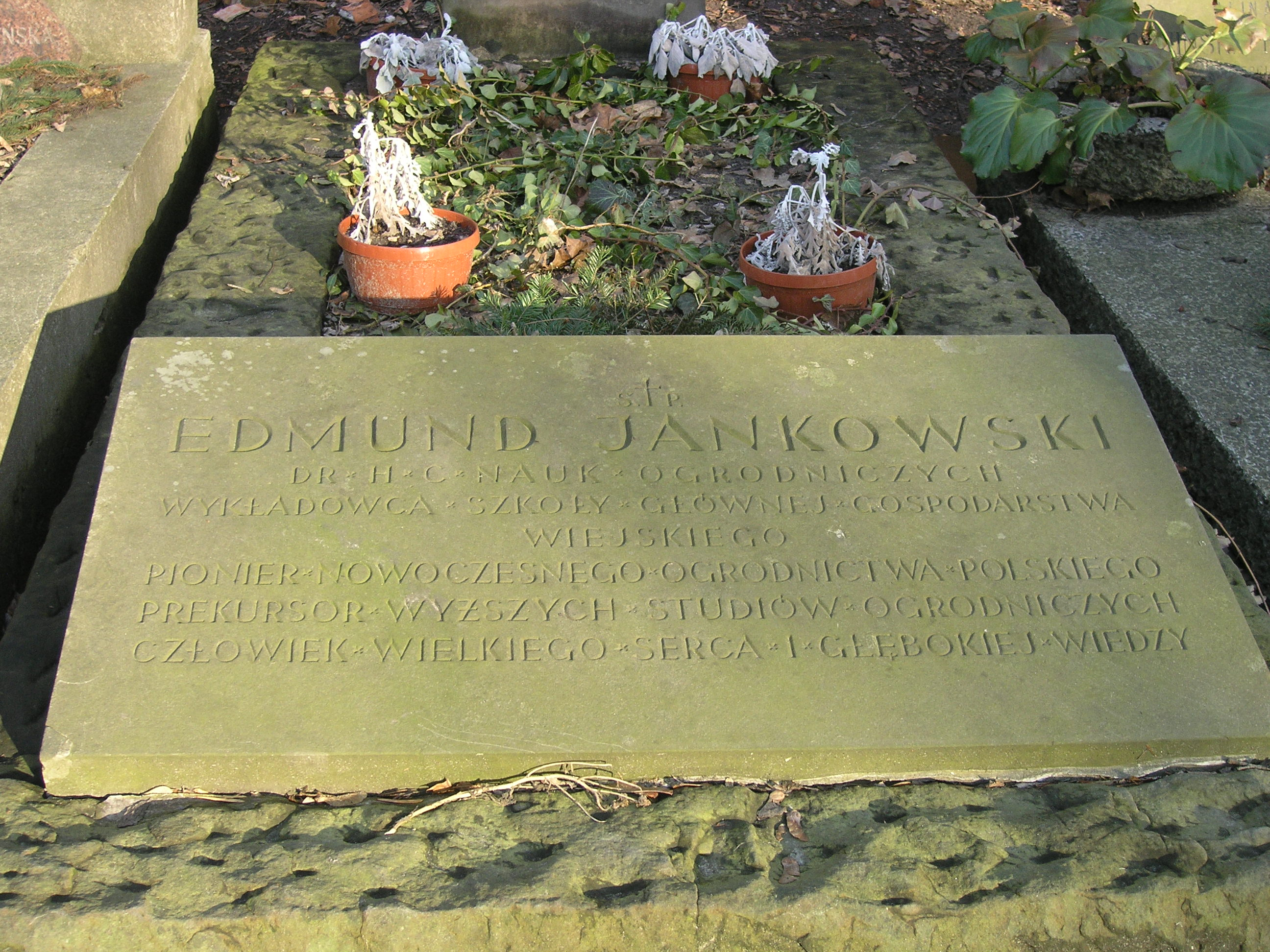
Grób Edmunda Jankowskiego na Starych Powązkach w Warszawie (stan na marzec 2012)

Ostatnią jego wolą było, aby na jego grobie widniał napis „ogrodnik-przyrodnik”.
Miał syna Andrzeja, inżyniera, którego w nocy z 22 na 23 marca 1933 roku zastrzelił po przypadkowej kłótni mjr Jerzy Stawiński. Spoczywa na cmentarzu Powązkowskim w Warszawie (kwatera 243 przed-1-23).

## Publikacje książkowe
- „Sad i ogród przy chacie” (1883)
- „Krzew winny, jego hodowla w gruncie i w budynkach” (1877)
- „Sad i ogród owocowy” (1878)
- „Ogród przy dworze wiejskim” tom 1 i tom 2(1888)
- „Dzieje ogrodnictwa w Polsce w zarysie” (1923)
- „Dzieje ogrodnictwa” (1938)
- „Ogródki robotników (z planikami)” (1909)
- „Wspomnienia ogrodnika” (1972; opracowanie: A. Szwejcerowa i A Brachfogel)

Był również encyklopedystą. Brał udział w redakcji opracowywanego przez Muzeum Przemysłu i Rolnictwa wydania Encyklopedii Rolniczej .

## Ordery i odznaczenia
- Krzyż Komandorski Orderu Odrodzenia Polski (2 maja 1923)[9][10]